# Kabinett Altmeier IV
Das Kabinett Altmeier IV war das sechste Kabinett der Landesregierung des Landes Rheinland-Pfalz nach dem Zweiten Weltkrieg. Es begann am 19. Mai 1959 und wurde vom Kabinett Altmeier V abgelöst.

## Landesregierung
| Amt                                 | Name                 | Partei | Partei |
| ----------------------------------- | -------------------- | ------ | ------ |
| Ministerpräsident                   | Peter Altmeier       |        | CDU    |
| Wirtschaft und Verkehr              | Peter Altmeier       |        | CDU    |
| Inneres und Soziales                | August Wolters       | CDU    |        |
| Justiz                              | Wilhelm Westenberger | CDU    |        |
| Unterricht und Kultus               | Eduard Orth          | CDU    |        |
| Finanzen und Wiederaufbau           | Fritz Glahn          |        | FDP    |
| Landwirtschaft, Weinbau und Forsten | Oskar Stübinger      |        | CDU    |